# نوبو (تونس)
نوبو هو حي شعبي يقع في مدينة رادس ، ولاية بن عروس في تونس ويعد هذا الحي من أقدم أحياء مدينة رادس وأشهرها.